# Белоусов, Юрий Николаевич
Ю́рий Никола́евич Белоу́сов (24 января 1922, Грозный — 13 августа 1994, Волгоград) — советский футболист, нападающий, тренер. Мастер спорта СССР (1949). Заслуженный тренер РСФСР (1966).

## Карьера
В высшем классе Чемпионата СССР дебютировал в 1945 году в ФК «Трактор». За сталинградскую команду провёл более сотни матчей. Когда в 1950 году сталинградцы вылетели из первой группы перешёл в куйбышевские «Крылья Советов».
После завершения карьеры игрока работал вторым тренером в ФК «Крылья Советов». В 1956 году придя на тренерскую работу помог куйбышевской команде победить в зональном турнире класса «Б» и вернуть в класс сильнейших команд. После работал главным тренером ФК «Терек» (1959— 1963, 1972— 1973), «Волгарь» (1964— 1971, 1979— 1982) и «Ротор» (1975— 1978, 1984).
Под руководством Юрия Белоусова «Терек» в 1960, 1961 и 1973 годах становился победителем зональных турниров в классе «Б» и второй лиге, неоднократно участвовал в финальных турнирах чемпионатов РСФСР. Помог ФК «Волгарь» в 1967 году занять 2-е место в зональном турнире класса «Б» и выйти в группу «А». Внёс большой вклад в становление ФК «Ротор».

## Статистика

### Клубная
| Команда                   | Сезон | Чемпионат | Чемпионат | Чемпионат | Кубок | Кубок | Итого | Итого |
| Команда                   | Сезон | Уров.     | Игры      | Голы      | Игры  | Голы  | Игры  | Голы  |
| ------------------------- | ----- | --------- | --------- | --------- | ----- | ----- | ----- | ----- |
| Трактор (Сталинград)      | 1945  | I         | 3         | 0         | 2*    | 1     | 5*    | 1     |
| Трактор (Сталинград)      | 1946  | I         | 16        | 4         | 1     | 0     | 17    | 4     |
| Трактор (Сталинград)      | 1947  | I         | 19        | 5         | 1     | 0     | 20    | 5     |
| Трактор (Сталинград)      | Итого | Итого     | 38        | 9         | 4*    | 1     | 42*   | 10    |
| Торпедо (Сталинград)      | 1948  | I         | 26        | 3         | 1     | 0     | 27    | 3     |
| Торпедо (Сталинград)      | 1949  | I         | 29        | 2         | 4     | 0     | 33    | 2     |
| Торпедо (Сталинград)      | 1950  | I         | 36        | 2         | 3*    | 1*    | 39*   | 3*    |
| Торпедо (Сталинград)      | Итого | Итого     | 91        | 7         | 8*    | 1*    | 99*   | 8*    |
| Крылья Советов (Куйбышев) | 1951  | I         | 14        | 0         | 3     | 0     | 17    | 0     |
| Крылья Советов (Куйбышев) | 1952  | I         | 6         | 1         | 1     | 1     | 7     | 2     |
| Крылья Советов (Куйбышев) | Итого | Итого     | 20        | 1         | 4     | 1     | 24    | 2     |
| Всего                     | Всего | Всего     | 149       | 17        | 16*   | 3*    | 165*  | 20*   |

Примечание: знаком * отмечены ячейки, данные в которых возможно больше указанных.